# Дамберга, Байба
Байба Дамберга (латыш. Baiba Damberga; род. 1957, Сикрагс, Талсинский район) — латвийская поэтесса и художница ливского происхождения. Активная участница ливской культурной жизни. Соучредительница организации «Līvõ Kultūr sidām» (Центр ливской культуры). Работала в печатной и книжной графике.

## Биография
В 1982 году окончила отделение графики Латвийской художественной академии. Участвовала в различных выставках в Латвии и за рубежом, организовала 15 персональных выставок в Латвии, Эстонии и Финляндии, работала куратором и графическим дизайнером.
Дамберга пишет стихи на латышском, ливском и тамском диалекте (один из трех основных диалектов латышского языка), а также юмористические зарисовки на тамском диалекте. В 2019 году вместе с поэтами Валтом Эрнштрейтом и Кемпью Карлис они получили Специальную премию Года латвийской литературы за сборник стихов «Trilium/Trillium» на ливском и английском языках.